# Aleh Astrashapkin
Aleh Astrashapkin (Mogilev, 20 de enero de 1992) es un jugador de balonmano bielorruso que juega de lateral derecho en el CSKA Moscú. Es internacional con la selección de balonmano de Bielorrusia.

## Palmarés

### Meshkov Brest
- Liga de Bielorrusia de balonmano (3): 2014, 2015, 2018
- Copa de Bielorrusia de balonmano (3): 2014, 2015, 2018

## Clubes
| Club                | País        | Año         |
| ------------------- | ----------- | ----------- |
| Masheka Mogilev     | Bielorrusia | 2011 - 2013 |
| Meshkov Brest       | Bielorrusia | 2013 - 2018 |
| Váci KSE (cedido)   | Hungría     | 2015 - 2016 |
| Csurgói KK (cedido) | Hungría     | 2016 - 2017 |
| Csurgói KK          | Hungría     | 2018 - 2020 |
| CSKA Moscú          | Rusia       | 2020 - Act. |